# География на Етиопия
Етиопия е държава в северната част на Източна Африка, без излаз на море, разположена между 4 15° с.ш., в субекваториалния пояс, в зоната на саваните, редките гори и храсти. На запад Етиопия граничи с Южен Судан (дължина на границата – 883 km) и Судан (723 km), на север – с Еритрея (1033 km), на североизток – с Джибути (343 km), на изток и югоизток – със Сомалия (1640 km) и на юг – с Кения (867 km). Общата дължина на сухоземните граници (в т.ч. речни и езерни) е 5489 km. От запад на изток Етиопия се простира на 1625 km, а от север на юг – на 1220 km. В тези си граници заема площ от 1 127 127 km². Населението към 1 януари 2020 г. е 117 876 000 души. Столица е град Адис Абеба.
Територията на Етиопия се простира между 3°24′ и 14°54′ с.ш. и между 33°00′ и 48°00′ и.д. Крайните точки на страната са следните:
- крайна северна точка – 14°54′ с.ш., на границата с Еритрея, на левия бряг на река Гаш;
- крайна южна точка – 3°24′ с.ш., на границата с Кения;
- крайна западна точка – 33°00′ и.д., на границата с Южен Судан, на десния бряг на река Пибор, от басейна на Нил.
- крайна източна точка – 48°00′ и.д., на границата със Сомалия[2]

## Релеф
Голяма част от територията на Етиопия се заема от Етиопската планинска земя с надморска височина от 2000 до 3000 m. Най-високите части са съсредоточени в планината Симен, където се издига най-високата точка на страната – връх Рас Дашан (4623 m). На изток от Етиопската планинска земя е разположена афарската депресия. Нейната северна част е заета от глинести и пясъчни равнини със солончаци, ниски лавови и туфови плата. По нейния край се издигат ниски вулкани, част от които са действащи – Габули (690 m), Умуна (690 m), Алу (496 m). Оста на депресията лежи под морското равнище, на брега на езерото Асале (-125 m). На юг от депресията се простира ниско лавово плато, заграждащо затворени безотточни котловини. На югоизток Етиопската планинска земя стръмно се спуска към дълбоката рифтова зона на Етиопския грабен, дъното на който е разделен на няколко котловини, заети от безотточни езера. На югоизток от него (Етиопския грабен) лежи обширното Сомалийско плато. Неговият северозападен край, заграждащ грабена е висок до 3000 m (относително височина) и е запълнен с лава. Останалата част на платото стъпаловидно се понижава в югоизточна посока.

## Геоложки строеж, полезни изкопаеми
Територията на Етиопия е разположена в източната част на Африканската платформа, нагънатия кристалинен фундамент на която се открива на повърхността на север и запад. Долния комплекс на фундамента е изграден от архайски гнайси и гранитогнайси, които формират няколко големи масива: 1. залягащият най-отгоре комплекс от долно- и горнопротерозойски пясъчници, а кристалинните шисти и филити запълват грабеновидните падини в гранитогнайсовите блокове; 2. горнопротерозойският комплеск на фундамента, съставен от амфиболитови, хлоритови, графитови и слюдести шисти, андезити, грауваки, кварцити, варовици и доломити с интрузии от дунити, габро, гранити и др., изгражда нагънат пояс с ширина 50 – 100 km, отнасящ се към Мозамбикския подвижен пояс. Седиментният чехъл (с мощност до 7 km) е изграден от морски и континентални наслаги от мезозоя и кайнозоя. Локално са развити ледникови образувания от горния палеозой. Обширни територии от платата на Етиопия са покрити с алкални базалти – трапи (от палеоцена и миоцена), а в рифтовете Афар и Етиопски са развити плиоценски и кватернерни базалти и техните туфи. Основните рифтови зони активно се разширяват на североизток (Афар) с образуване на океанска кора и се характеризират с висока сеизмичност и съвременен вулканизъм.
В страната се разработват находища на злато в района на Кибре-Менгист (Адола) в провинция Сидамо, свързани със скалите от горния докамбрийски комплекс; платина (в Юбдо, провинция Уолега, в алувиаалните наслаги, привързани към докамбрийските дунити); медна (в Дибаруа, Ади Нефис, Ади Раси, Ембадеро), никелова (в изветрелите ултрабазити) и манганова руди, природен газ, калиеви соли, самородна сяра.

## Климат
Климатът на Етиопия е горещ, с влажен и сух сезон. В северните и централни части на страната валежите падат през лятото, на юг – през пролетта и есента, а по източните склонове на Етиопската планинска земя се наблюдават и оскъдни зимни дъждове. В долния пояс на планините (т.нар. „кола“, до височина 1700 – 1800 m) климатът е горещ, по западните и югозападните склонове влажен (до 2000 mm годишна сума на валежите); в умерения планински пояс (т.нар. „война-дега“, до 2400 m) средните месечни температури са от 13 до 16 – 18°С; прохладният планински пояс (т.нар. „дега“, до 4000 m) е със средни месечни температури от 13,4 до 16,8°С и е по-малко влажен; най-високо е разположен студеният пояс (т.нар. „чоке“), в който се наблюдава зимна снежна покривка и заема най-високите части на планините. Депресията Афар, затворена за влажните въздушни маси, е едно от най-горещите места на земята. Средните максимални температури са около 35°С, а средните минимални – около 25°С. Климатът на Сомалийското плато е горещ и сух.

## Води
В Етиопската планинска земя речната мрежа е гъста, на изток, на Сомалийското плато – рядка, а в депресията Афар – липсва такава (има само временни реки – уади). Главните реки в страната принадлежат към водосборния басейн на река Нил. От езерото Тана изтича река Сини Нил (Абай, 1783* km). Получавайки многочислени притоци в планините Сини Нил, а също и река Атбара (1120* km) с десния и приток Текезе (Сетит, 608* km) обезпечават съответно 69% и 22% от отокът на река Нил в периода на летните дъждове. Други големи реки в Етиопия са: Шебеле (1600* km) и Ганале (858 km), течащи на югоизток към Индийския океан; Аваш (1200 km), вливаща се в безотточното езеро Абе (320 km²); на юг тече река Омо (760 km), вливаща се в езерото Туркана (Рудолф, 6405* km²). Освен голямото езеро Тана (3100 – 3600 km²) в Етиопия има и голямо количество други езера – Абая (1160 km²), Чоу Бахър (800 km²), Звай (455 km²), Чамо (317 km²) и др., преградени от древни лавови потоци или лежащи в отделни котловини в Етиопския грабен. В Афарската депресия има много солени и сладководни езера – най-голямо е сладководното езеро Абе (320 km²).

## Почви
Почвите по склоновете на Етиопската планинска земя в горещия пояс са червено-кафяви и планински тъмночервени хумусни ферсиалитни. В базалтовите плата широко разпространение имат черните монтморилонитови почви. В пояса „война-дега“ почвите са хумусни тъмночервени фералитни и ферсиалитни, а също планински черноземновидни хумусни и плодородни, използвани още от дълбока древност. В пояса „дега“ се появяват черноземновидни излужени почви. В сухите източни и южни части на Етиопия кафявите и червенокафявите почви, често са каменисти.

## Растителност
Северните, източните и южните части на Етиопия имат сух и горещ климат и са заети от храстови пустини, полупустини и опустинени савани, предимно акациеви. По западните и югозападните склонове на Етиопската планинска земя ясно е изразена височинната поясност. В долния пояс „кола“ от север на юг се сменят опустинени, типични и влажни савани, а по долините на реките виреят вечнозелени гори. Вечноелените гори с преобладаването на кафееното дарво растат по много влажжните югозападни склонове на височина от 1200 до 2000 m. В пояса „война-дега“, заемащ платата на Етиопската планинска земя широко са разпространени планинските савани, а в планините, на височина от 1500 до 2000 m – иглолистни подокарпусови гори. В пояса „дега“ са развити планински степи, но по склоновете на планините между 2000 и 3000 m виреят и иглолистни хвойнови гори.

## Животински свят
Животинският свят на Етиопия се отнася към Източноафриканската подобласт на Етиопската зоогеографска област. Фауната е разнообразна и богата във видово отношение. Характерни са едрите бозайници – антилопи, жирафи, биволи, хипопотами, слонове, зебри , планински козли. Има много хищници (лъвове, леопарди, леопардови котки, вивери). От маймуните най-разпространени са зелените морски котки, павианите анубис и ендемичните гелади, а от птиците – щраус, нектарник, птица носорог, птица тъкач и др.